# Jeff Heijne
Jeff Heijne (Zaandam, 3 januari 1992) is een Nederlandse flamencogitarist en componist.

## Biografie
Jeff Heijne volgde een bachelor (2014) en master (2016) op het Conservatorium van Amsterdam met als hoofdvakdocent flamencogitarist Eric Vaarzon Morel.
In 2013 startte Jeff Heijne een crowdfundingscampagne voor een Flamenco cd - project Los Sentimientos Del Flamenco bij voordekunst. De opbrengst van de cd-verkoop en van de cd-presentatie in het Concertgebouw Amsterdam, doneerde Heijne aan de stichting een Gift voor Gist. Gift voor GIST heeft als doelstelling geld in te zamelen voor verder onderzoek naar de kankersoort GIST (Gastro Intestinale Stroma Tumor). 
In 2016 speelde Jeff Heijne met actrice/zangeres Eva Laurenssen in het Late Evening Zomercabaret van Diederik Ebbinge en Rutger de Bekker in het DeLaMar. Met de Pablo Martinez Flamenco Jazz Band ging Heijne meermaals op tournee door Spanje. Voorafgaand aan deze tournees bracht de band een ep en een cd, De Madrugada, uit.
In 2018 ontving Jeff Heijne een YAA - award. YAA staat voor Young Artsupport Amsterdam en is een particuliere organisatie die jonge talentvolle kunstenaars een steuntje in de rug wil geven. Met de gewonnen geldprijs heeft Heijne zijn tweede cd, Reflejos Del Alma, gemaakt.
Jeff Heijne werkt(e) onder andere samen met celliste Mascha van Nieuwkerk (Fuse) - Between Us en accordeonist Rik Cornelissen - Landscapes. Met het Nederlands Blazers Ensemble tourde hij met Troubadours door Nederland en speelde in 2021/2022 mee tijdens de tv uitzending van het Nieuwjaarsconcert in het Concertgebouw Amsterdam. In 2023/2024 was hij gitarist/componist voor de musical De Man Van La Mancha met in de hoofdrol Huub van der Lubbe. De musical was van december 2023 tot juni 2024 te zien in Nederlandse theaters.

## Discografie
- Los Sentimientos Del Flamenco - 2013
- Reflejos Del Alma - 2019
- Magnolia - 2021 (single)
- Reminiscencia - 2021 (single)